# لاله خدیوی
لاله خدیوی (زادهٔ ۱۹۷۷) رمان‌نویس و فیلم‌ساز ایرانی-آمریکایی است.

## زندگی
خدیوی در سال ۱۹۷۷ در خانواده‌ای کرد در ایران متولد شد. او در سال ۱۹۷۹ و مدت کوتاهی پس از انقلاب ۱۳۵۷ ایران همراه خانواده‌اش به ایالات متحده آمریکا مهاجرت کرد و در منطقهٔ خلیج سانفرانسیسکو ساکن شد. او با مدرک کارشناسی ارشد هنرهای زیبا از کالج رید و کالج میلز فارغ‌التحصیل شد. خدیوی در سال ۲۰۰۲ پژوهش دربارهٔ مردم کُرد، به‌ویژه سرنوشت آن‌ها در مناطق جنوب غربی ایران در زمان شاه اول پهلوی را آغاز کرد. نخستین رمان او با نام سرنوشت یتیمان داستان یک پسر کرد است که پدرش در نبردی با ارتش ایران در سال ۱۹۲۱ کشته شده‌است. این پسر اسیر شده و به سربازی تبدیل شده‌است که به ضدیت با مردم خود برخاسته است.
خدیوی به‌طور گسترده‌ای به عنوان یک مستندساز فعالیت داشته‌است. او در سال‌های ۲۰۰۷ تا ۲۰۰۹ در دانشگاه اموری به‌عنوان مدرس همکار به تدریس داستان‌نویسی مشغول بود و پس از آن نیز در سال تحصیلی ۲۰۱۰–۲۰۱۱ در دانشگاه سانتاکلارا به تدریس نویسندگی خلاقانه پرداخت. خدیوی اکنون در سان فرانسیسکو ساکن است. نخستین رمان او، عصر یتیمان به زبان‌های هلندی، عبری و ایتالیایی ترجمه شده‌است.

## جایزه‌ها
- جایزه وایتینگ سال ۲۰۰۸ در زمینهٔ داستان[۴]
- همکاری علمی کارل جراسی، ۲۰۰۶–۲۰۰۷[۵]
- همکاری علمی اموری، ۲۰۱۶[۶]
- جایزه بنیاد سوروس، ۲۰۰۸[۷]

## آثار

### کتاب
- یک کشور خوب. بلومزبری ایالات متحده. ۲۰۱۷. شابک ۹۷۸-۱-۶۳۲۸-۶۵۸۴-۷.
- راه رفتن. بلومزبری ایالات متحده. ۲۰۱۳. شابک ۹۷۸-۱-۵۹۶۹-۱۶۹۹-۹.
- عصر یتیمان. مک‌کللند و استوارت. ۲۰۰۹. شابک ۹۷۸-۰-۷۷۱۰-۹۵۷۱-۹.
- نقشه‌ای به مردگان. کالج میلز. ۲۰۰۶. (پایان‌نامه/رساله)

### فیلم
- ۹۰۰ زن (۲۰۰۱)